# Jabel
Jabel település Németországban, Mecklenburg-Elő-Pomeránia tartományban. Lakosainak száma 652 fő (2023. december 31.).

## Népesség
A település népességének változása:
| Lakosok száma | 642  | 658  | 647  | 661  | 652  |
|               | 2017 | 2019 | 2021 | 2022 | 2023 |